# Флаг Рамешковского района
Флаг муниципального образования «Ра́мешковский район» Тверской области Российской Федерации — опознавательно-правовой знак, являющийся символом общественно-исторического и административного статуса.
Флаг утверждён 15 декабря 2006 года и внесён в Государственный геральдический регистр Российской Федерации с присвоением регистрационного номера 3077.

## Описание
«Прямоугольное белое полотнище с соотношением ширины к длине 2:3, на котором помещено изображение белого же, тонко окаймлённого красным и смещённого к древку четырёхконечного креста, между концами которого и в центре средокрестия расположены пять зелёных с жёлтыми стволами елей».

## Обоснование символики
Флаг муниципального образования «Рамешковский район» составлен на основании герба Рамешковского района по правилам и соответствующим традициям вексиллологии и отражает исторические, культурные, социально-экономические, национальные и иные местные традиции.
Крест напоминает о том, что Рамешки некогда принадлежали Троице-Сергиеву монастырю.
Ели — гласный элемент флага, связанный с этимологией слова «раменье».

## См. также

Флаги муниципальных образований Рамешковского района
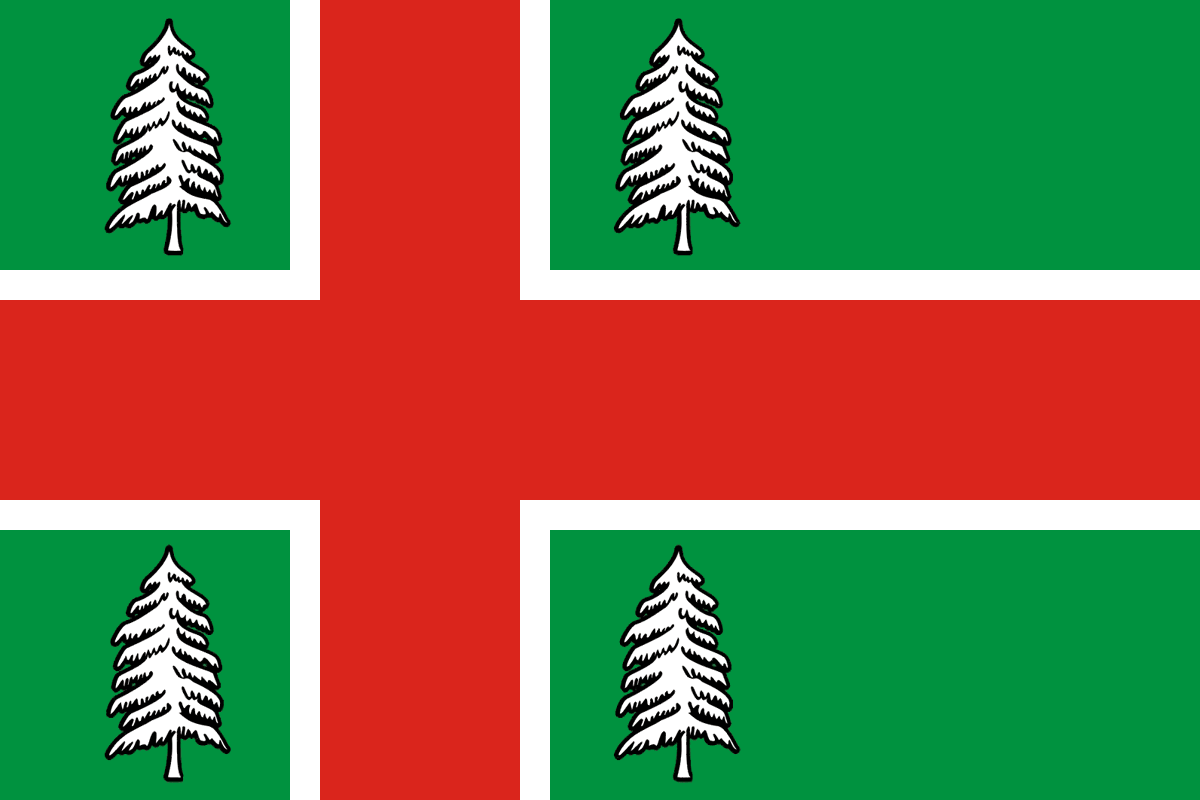
Флаг городского поселения — посёлок Рамешки
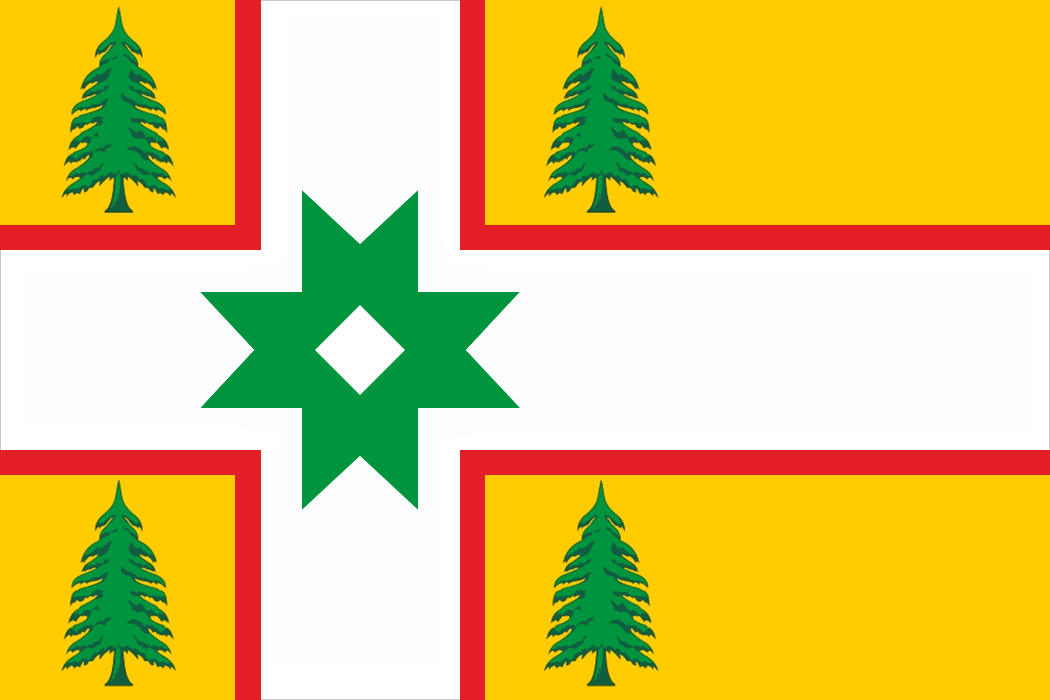
Флаг сельского поселения Алёшино
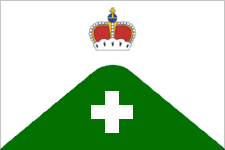
Флаг сельского поселения Высоково
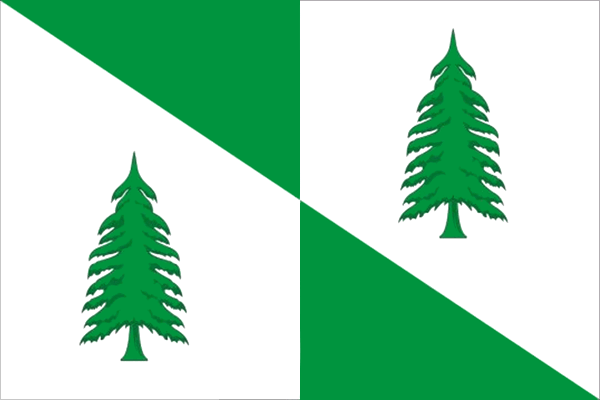
Флаг сельского поселения Заклинье
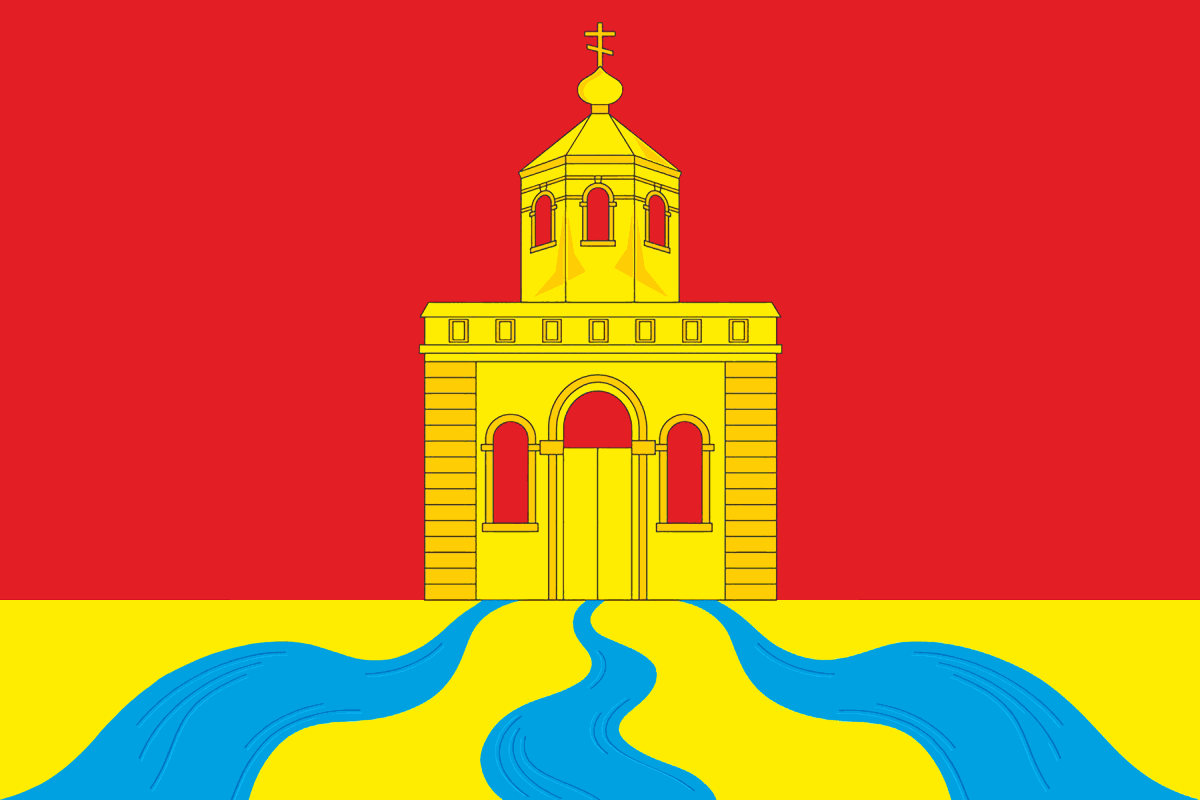
Флаг сельского поселения Киверичи
Флаг сельского поселения Кушалино
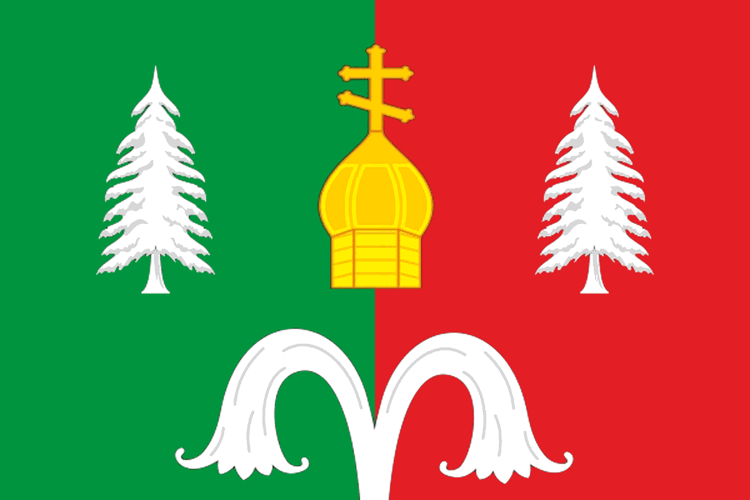
Флаг сельского поселения Некрасово